# فرضية براوت

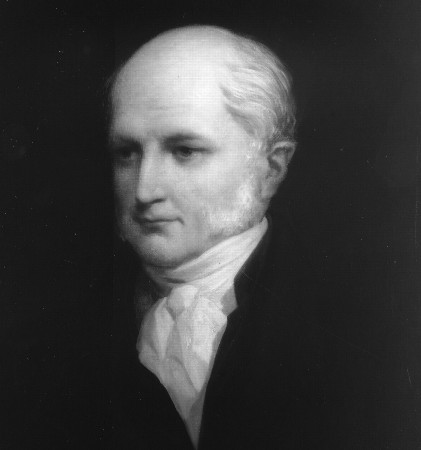
لوحة لويليام براوت

فرضية براوت كانت محاولة في أوائل القرن التاسع عشر لشرح وجود العناصر المختلفة من خلال فرضية بناء على الهيكل الداخلي للخلية. في عام 1815  و1816 ، عالم الكيمياء الإنجليزي وليام براوت نشر ورقتين بحثيتين حيث لاحظ أن الوزن الذري الذي تم قياسه للعناصر المعروفة في ذلك الوقت، هي في الحقيقة مضاعفات للوزن الذري للهيدروجين. ومن ثم افترض أن ذرة الهيدروجين هي العنصر الأساسي الوحيد والذي أسماه بروتايل، وأن ذرات العناصر الأخرى ما هي إلا تجمع لعدد كبير من ذرات الهيدروجين.
فرضية براوت أثرت على إرنست راذرفورد عندما نجح في ضرب نواة ذرة الهيدروجين خارج ذرات النيتروجين بجزيئات ألفا في عام 1917، ولذا افترض أنه ربما ذرات كل العناصر مصنوعة من هذه الجزيئات (نواة الهيدروجين)، والتي في عام 1920 اقترح تسميتها بالبروتونات، من اللاحقة «أون» للجزيئات مضافة إلى كلمة براوت «بروتايل».
المشكلة بين فرضية براوت والاختلاف المعروف لبعض الأوزان الذرية للقيم البعيدة عن مضاعفات الهيدروجين، تم شرحها بين عامي 1914 و1932 عن طريق اكتشاف النظير والنيوترون. طبقا لنظرية لقاعدة الرقم الكلي لفرانسيس أستون، فإن فرضية براوت صحيحة للكتل الذرية للنظراء الفردية، بمعدل خطأ غالبا 1%.

## التأثير
ظلت فرضية براوت مؤثرة في الكيمياء خلال عشرينيات القرن التاسع عشر. إلا ان بعض القياسات الدقيقة للأوزان الذرية، مثل التي قام بها يونس ياكوب بيرسيليوس في عام 1828 أو إدوارد تيرنر في عام 1832، أثبتت خطأ الفرضية. خصوصا الوزن الذري للكلور، والذي يبلغ 35,45 ضعفا لذرة الهيدروجين وذلك مل لم يمكن تفسيره في هذا الوقت تبعا لفرضية براوت. البعض خرجوا بمخصص قائلين بأن الوحدة الأساسية هي نصف وزن ذرة الهيدروجين، إلا أن مشاكل جديدة ظهرت على السطح. هذا أدى إلى فرضية ان الوحدة الأساسية هي ربع وزن ذرة الهيدروجين. بالرغم من أنه تم إثبات خطأهم، إلا ان هذه التخمينات حفزت المزيد من القياسات للأوزان الذرية، مما أفاد الكيمياء بشكل كبير.
المشاكل في الأوزان الذرية كان يُعتقد بحلول عام 1919 بأنها نتيجة للوجود الطبيعي للنظائر المتعددة لنفس العنصر. فرانسيس أستون اكتشف نظائر متعددة مستقرة للعديد من العناصر مستخدما مطيافية الكتلة. في عام 1919 درس أستون النيون ليثبت أن كتل نظيرين قريبة جدا من الأعداد الصحيحة 20 و 22، وأن كلاهما لا يساويا كتلة المول المعروفة (20,2) لغاز النيون.

## تلميحات أدبية
في رواية عام 1891 «أعمال سحب هاو» تحدث آرثر كونان دويل عن تحويل العناصر إلى عناصر أخرى عن طريق تقليل الوزن الذري، حتى الوصول إلى المادة الرمادية.
في رواية عام 1959 «حياة ومصير»، شخصية فاسيلي جروسمان الرئيسية، عالم الفيزياء فيكتور شتروم، انعكس على فرضية براوت بأن الهيدروجين هو أصل باقي العناصر (والحقيقة الصعيدة بأن معلومات براوت الغير صحيحة أدت إلى استنتاجات صحيحة) حيث كان قلقا من عدم قدرته على تشكيل نظريته الخاصة.

## للمزيد من القراءة
- Gladstone, Samuel (1947). "William Prout (1785-1850)". Journal of Chemical Education. ج. 24 ع. 10: 478–481. Bibcode:1947JChEd..24..478G. DOI:10.1021/ed024p478.
- Benfey, O. Theodore (1952). "Prout's Hypothesis". Journal of Chemical Education. ج. 29 ع. 2: 78–81. Bibcode:1952JChEd..29...78B. DOI:10.1021/ed029p78.
- Siegfried, Robert (1956). "The Chemical Basis for Prout's Hypothesis". Journal of Chemical Education. ج. 33 ع. 6: 263–266. Bibcode:1956JChEd..33..263S. DOI:10.1021/ed033p263.

## روابط خارجية
- The Semiempirical Formula for Atomic Masses